# Geretowo

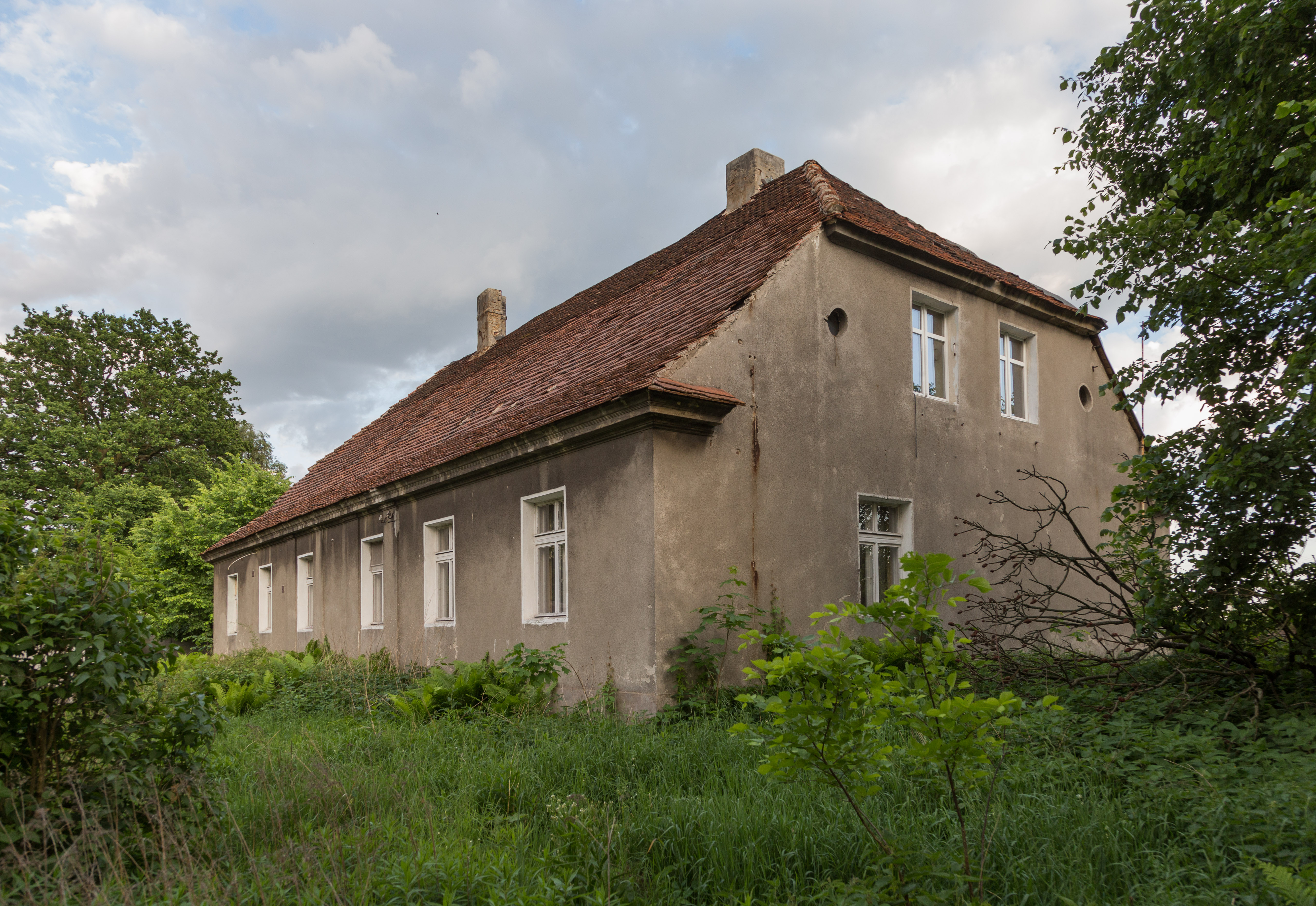
Dawny Dwór Gereta, znajdujący się przy ul. Kociewskiej 37A

Geretowo (dawniej Katharinenflur, pol. Katarzynka) – dawna posiadłość ziemska i folwark znajdujący się na terenie przedrozbiorowego patrymonium toruńskiego, należące w 2. poł. XVIII w. do Samuela Luthera Gereta.
Posiadłość powstała w II poł. XVII wieku. W 1777 roku powstał plan Geretowa. Autorem planu był kapitan Heinrich Gebhardt Marx z korpusu inżynieryjnego. W 1791 roku do Geretowa przyłączono inne posiadane grunta. W ten sposób powstała posiadłość zajmująca prawie 340 hektarów powierzchni. Posiadłość została nazwana Katharinenflur, na cześć żony Gereta, Katarzyny Goebel (zm. w 1792 roku). Do czasu włączenia Torunia do Królestwa Prus w 1793 roku Katharinenflur leżał na obszarze administracyjnym terytorium Torunia. Po II rozbiorze Polski patrymonium miejskie zlikwidowano.
W 1796 roku Geret sprzedał majątek Christianowi Elsnerowi. Po nim majątek należał do kolejnych spadkobierców i następców. W 1857 roku właścicielem gruntów i willi był Adam Röder.
W 1950 roku obszar i zabudowa dawnego folwarku została upaństwowiona i przekazana miastu. Dwór obecnie jest administrowany przez Zakład Gospodarki Mieszkaniowej. Budynek wpisany jest do gminnej ewidencji zabytków (nr 1667). Na zachodniej części dawnego Katharinenflur mieści się Centralny Cmentarz Komunalny, na wschodniej miejskie składowisko odpadów.